# Esteya vermicola
Esteya vermicola är en svampart som beskrevs av J.Y. Liou, J.Y. Shih & Tzean 1999. Esteya vermicola ingår i släktet Esteya, divisionen sporsäcksvampar och riket svampar.   Inga underarter finns listade i Catalogue of Life.